# Ramón Vial Formas
Ramón Vial Formas (Santiago, 1815 - 26 de marzo de 1906) fue un abogado y político conservador chileno. Hijo de Agustín Vial Santelices y de Rosario Formas Patiño. Contrajo matrimonio con la hija de Andrés Bello, Luisa Bello Dunn, con quien tuvo siete hijos.
Realizó sus estudios en el Colegio San Ignacio. Se dedicó a pronta edad a los negocios familiares, a cargo de los campos viñateros y frutícolas de la zona del Aconcagua.
Miembro del Partido Conservador. Fue elegido Diputado suplente por Linares (1846-1849), pero nunca llegó a incorporarse en propiedad, lo mismo ocurrió en 1849, 1870 y 1876.
Elegido Senador en propiedad por Maule (1888-1894). Participó de la comisión permanente de Agricultura y Colonización.
Perteneció al Club de La Unión y a la Sociedad Nacional de Agricultura (SNA).